# Kazincbarcika
Kazincbarcika este un oraș în districtul Kazincbarcika, județul Borsod-Abaúj-Zemplén, Ungaria, având o populație de 28.965 de locuitori (2011). 

## Demografie
Componența etnică a orașului Kazincbarcika
     Maghiari (95,33%)
     Romi (3,14%)
     Necunoscut (0,49%)
     Alții (1,04%)
Componența confesională a orașului Kazincbarcika
     Fără religie (25,26%)
     Romano-catolici (21,86%)
     Reformați (18,2%)
     Greco-catolici (3,84%)
     Atei (1,98%)
     Necunoscută (28,3%)
     Alte religii (2,06%)
Conform recensământului din 2011, orașul Kazincbarcika avea 28.965 de locuitori. Din punct de vedere etnic, majoritatea locuitorilor (95,33%) erau maghiari, cu o minoritate de romi (3,14%). Apartenența etnică nu este cunoscută în cazul a 0,49% din locuitori. Nu există o religie majoritară, locuitorii fiind persoane fără religie (25,26%), romano-catolici (21,86%), reformați (18,2%), greco-catolici (3,84%) și atei (1,98%). Pentru 28,3% din locuitori nu este cunoscută apartenența confesională.